# Айдар (батальон)

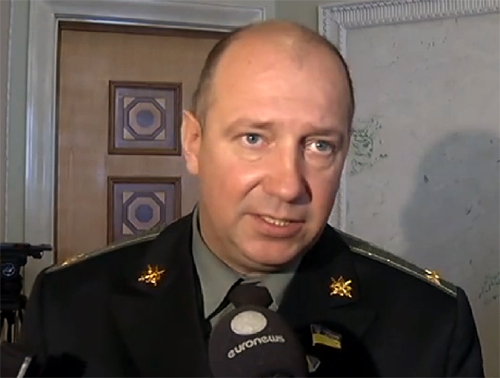
Сергей Петрович Мельничук — бывший командир «Айдара»

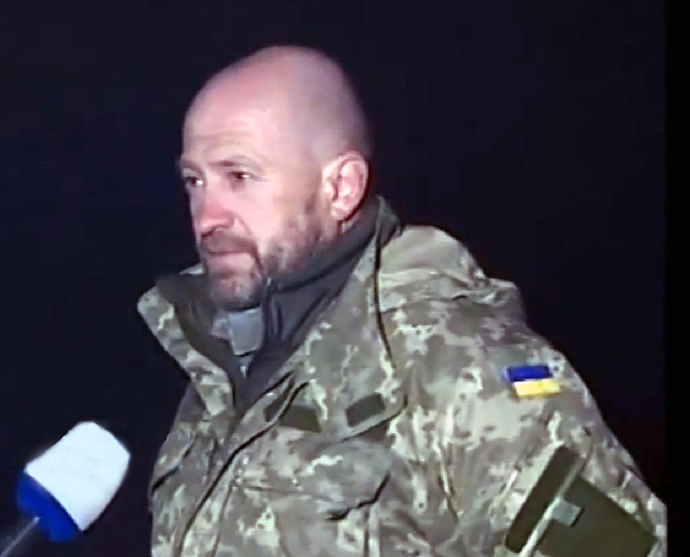
Евгений Пташник, командир штурмового батальона «Айдар»

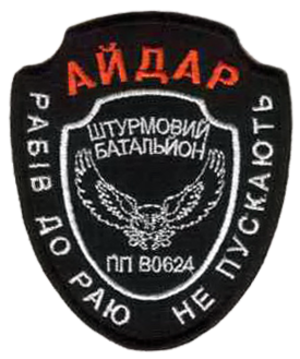
Шеврон штурмовой части батальона

24-й отдельный штурмовой батальон «Айда́р» (укр. 24-й окремий штурмовий батальйон «Айдар») — подразделение Сухопутных войск Вооружённых Сил Украины, ранее являвшееся 24-м батальоном территориальной обороны «Айдар» Луганской области (укр. 24-й батальйон територіальної оборони «Айдар» Луганської області).
Создано в мае 2014 года по инициативе коменданта «Самообороны Майдана» Сергея Мельничука, укомплектовано добровольцами из членов организаций «Самообороны майдана» и «Правого сектора». Название происходит от названия реки Айдар, возле которой произошёл первый бой формирования.
Внесён в список террористических организаций, запрещённых на территории РФ.
В 2023 году батальон «Айдар» вошёл в состав 5-й отдельной штурмовой бригады.

## Создание батальона
Батальон был создан в начале мая 2014 года по инициативе Сергея Мельничука (бывшего коменданта «Самообороны Майдана») следующие 80-100 добровольцев были отобраны и отправлены в батальон А. В. Парубием. В батальон вступили многие бойцы из «Самообороны Майдана» и активисты Евромайдана. В отличие от остальных батальонов территориальной обороны, созданных в период до начала сентября 2014 года, в комплектовании батальона «Айдар» личным составом военные комиссариаты не принимали участия — зачислением кандидатов в подразделение занимался сам командир батальона.
Батальону предоставлял помощь председатель государственной администрации Днепропетровской области Игорь Коломойский, финансирование осуществлялось через «Фонд оборони Країни».
В июне-июле 2014 в батальоне служили добровольцы из Киева и Киевской области, Харьковщины, Закарпатья, Львовской области, Черниговщины, Луганщины, Волыни, Крыма, Ивано-Франковска и Донецка.
Задачами батальона является патрулирование дорог Луганщины, операции по выводу гражданского населения территорий, разведка, корректировка огня и другие задачи, взятие под контроль населённых пунктов, контролируемых самопровозглашённой ЛНР, во взаимодействии с подразделениями Вооружённых Сил Украины.
В составе батальона есть еврейские добровольцы из Израиля.
Amnesty International, The Guardian, Newsweek и TVP отмечали в 2014 и 2015 годах, что в батальоне придерживаются праворадикальных и неонацистских взглядов и используют нацистскую символику.
В 2015 году батальон был официально расформирован, чтобы «предотвратить противоправные действия некоторых представителей добровольческих формирований». После «тщательного отбора военнослужащих» он был реорганизован в 24-й отдельный штурмовой батальон Сухопутных войск Вооружённых сил Украины.

### Организационная структура
Командование:
- командир батальона: подполковник С. П. Мельничук[22] (до 21 ноября 2014 г.), майор С. Федорченко (и. о., 24-25 ноября 2014 г.), затем подполковник Евгений Пташник (с 25 ноября 2014 г.)
- заместитель командира батальона, начальник штаба батальона: Валентин Лихолет[16]
- начальник финансовой части: Карина Гриненко[22]

В общении между собой и с посторонними военнослужащие батальона используют не собственные имена, а позывные («Зола», «Филипп», «Муха», «Чех», «Груша», «Гуцул», «Малой» и т. д.).
В состав батальона входят:
- Подразделение «Холодный Яр»[24], состоящее преимущественно из уроженцев Черкасской области;
- Первая штурмовая рота «филиппинцы» — с мая по август 2014 года командир Филипп (позывной «Филипп»)[25][неавторитетный источник], после командир Тайм.
- Вторая рота «Запад» — командир Лапин Игорь Александрович (позывной «Зола»)[26]
- Третья штурмовая «Золотая рота» — командир Пискижов Александр (позывной «Итальянец»);[источник не указан 2701 день]
- Рота («волынская рота»): сформирована на основе «волынского взвода»[27], командир: Евгений Александрович Дикий[28], затем Андрей Юркевич, затем Игорь Лапин[29];
- «афганская сотня»[30] — командир Олег Михнюк;
- Автовзвод — командир Рэмбо (позывной)[источник не указан 2701 день].

### Техника, вооружение и снаряжение
Личный состав вооружён стрелковым оружием, в том числе автоматами АК-74, ручными пулемётами РПК-74, есть снайперские винтовки СВД, подствольные гранатомёты ГП-25 и пулемёты ПК.
В конце июня 2014 командир батальона сообщил, что батальон обеспечен бронежилетами «лучше, чем любое другое подразделение украинской армии», при этом все бронежилеты были получены не от министерства обороны, а от Майдана и спонсоров. 30 июня 2014 командир батальона сообщил, что батальон уже полностью обеспечен средствами индивидуальной защиты (стальными касками и бронежилетами), но разгрузочных жилетов ещё не хватает (их имелось 80 % от необходимого количества).

## Деятельность

### Июнь
По словам военнослужащих батальона, в зону АТО батальон прибыл 19 мая 2014.
Во время президентских выборов батальон обеспечивал порядок на избирательных участках Старобельского района, и в Новоайдаре.
В дальнейшем батальон активно участвовал в боях за северные и центральные районы Луганской области.
13 июня 2014 батальон начал боевые действия в районе города Счастье, в ночь с 13 на 14 июня 2014, военнослужащие батальона заняли блокпост сепаратистов в районе города Счастье.
14 июня 2014 батальон занял Счастье, мост через реку Северский Донец и Луганскую ТЭС. Согласно сообщению на странице батальона «Айдар» в сети Facebook, в результате этой боевой операции были «ликвидированы не менее 58 боевиков и наёмников», потери батальона составили 4 человек ранеными и ни одного — убитым.
В городе Счастье командир батальона по собственной инициативе назначил военную администрацию. Сотрудникам миссии ОБСЕ объяснили, что это вынужденная мера, поскольку «правоохранительные органы коррумпированы, а гражданская власть работает неэффективно».
17 июня 2014 батальон предпринял попытку штурма Луганска, которая окончилась неудачей — до 100 военнослужащих батальона попали в засаду; вслед за этим министр обороны Украины М. В. Коваль заявил, что действия батальона, результатом которых стали серьёзные потери среди украинских военнослужащих, не были согласованы с руководством АТО. На следующий день глава самопровозглашённой ЛНР Валерий Болотов заявил, что батальон Айдар «практически уничтожен». Однако эта информация была опровергнута в ходе брифинга командиром батальона Сергеем Мельничуком. Было также заявлено, что репортажи о значительных потерях батальона базируются на несуществующих фактах и запущены как часть информационной войны. В этот же день недалеко от места боя между подразделениями ВСУ и сепаратистами ЛНР погибли репортёры ВГТРК Антон Волошин и Игорь Корнелюк, в убийстве которых была обвинена и осуждена в России Надежда Савченко.
Находясь в составе «Айдара» Герой Украины Надежда Савченко была захвачена в плен. Генеральная прокуратура Украины обвинила Игоря Плотницкого и гражданина РФ Александра Попова в похищении украинской лётчицы Надежды Савченко, которая была взята в плен бойцами разведки батальона «Заря» подчиняющимися лично Плотницкому во главе с ближайшим сподвижником и подчиненным Егором Русским, который впоследствии был назначен мэром одного из городов ЛНР и также подозревается в похищении.
По состоянию на 19 июня 2014 года местом базирования батальона являлось село Половинкино недалеко от Старобельска.
После того как 20 июня 2014 года президент Украины П. А. Порошенко объявил о перемирии, 29 июня 2014 в центре Киева бойцы батальонов «Днепр», «Донбасс» и «Айдар» и Совет сотен Майдана провели митинг и отправили П. А. Порошенко обращение с требованием прекратить перемирие, ввести в стране военное положение и выдать достаточное количество оружия добровольческим батальонам. 1 июля 2014 года боевые действия в Донбассе возобновились.

### Июль
12 июля 2014 в посёлке Жёлтом, в предместье Луганска была обстреляна из миномёта автомашина «Нива» с 5 военнослужащими батальона, трое погибли, остальные двое были ранены.
15 июля бойцами батальона были обнаружены в районе посёлка Металлист Луганской области в замаскированном бункере и задержаны 18 сепаратистов из спецподразделения «Дон», которые охраняли военную часть. Были допрошены около 5 идентифицированных сепаратистов. Также в этот день айдаровцы устроили налёт на дачу народного депутата от КПУ Спиридона Килинкарова в селе Стукалова Балка под Луганском, где, по их утверждениям, был обнаружен арсенал оружия и боеприпасов.
20 июля разведчики «Золотой роты Айдара» вошли в город Рубежное и вступили в бой с сепаратистами, уничтожили один из пяти бронированных джипов. По прибытии 51-й бригады батальон прорвался в Северодонецк.
Батальону поставили задачу деблокировать Луганский аэропорт. Из Счастья необходимо было прорваться сквозь три усиленных артиллерией вражеских блок-поста. В ходе разведки боем, по сообщениям украинских СМИ, погиб один боец «Айдара».
21 июля пешим маршем и на легковых машинах батальон перерезал магистраль, занял оборону и, дождавшись подхода мотострелков и танков, двинулся дальше на юг. В этот день бойцами батальона был задержан один из помощников министра обороны частично признанного государства Южная Осетия Тамерлан Еналдиев, который имел при себе оружие и документы, свидетельствовавшие о закупке дорогостоящих медикаментов для сепаратистов . Командир батальона «Айдар» Сергей Мельничук считал целесообразным обменять этого военнопленного на украинскую лётчицу Надежду Савченко.
Бойцы обошли с востока и отрезали от поддержки сепаратистов со стороны Донецк-Дебальцево-Алчевск посёлки Александровск и Юбилейное. В ходе боёв был ликвидирован отряд батальона «Восток», контролировавший посёлок. Сообщалось, что «Айдар» также понёс потери в пять бойцов.
По сообщению украинских СМИ, при массированном огне со стороны сепаратистов начали отходить украинские танки, но «Айдар» не отступал и дождался подмоги в районе Александровска и Юбилейного, после чего продолжил наступление на Георгиевку.
Бойцы закрепились на трассе Луганск-Лутугино в районе моста через реку Ольховку и деблокировали аэропорт. Наступление колонны сепаратистов, вышедших из Лутугина, отбили айдаровцы и десантники из 80-й отдельной аэромобильной бригады, находившиеся в аэропорту. После этого подразделение заняло Георгиевку и перерезало важную транспортную артерию Луганск-Красный Луч.
В течение 20—27 июля бойцы батальона взяли под контроль пять населённых пунктов, три автомагистрали и одну железнодорожную линию.
Одновременно «Айдар» понёс значительные потери. По сообщениям украинских СМИ, в ночь на 28 июля погибли 12 и ранены 10 бойцов батальона.
На официальной странице батальона «Айдар» в сети Facebook подтверждена потеря 23 бойцов в течение 27 июля 2014 «в ходе трёх боевых операций в районе Лутугино».

### Август
7 августа 2014 бойцы батальона на одном из блокпостов в города Счастье задержали мэра Луганска Сергея Кравченко, который «поддерживал пророссийские акции», и исполняющего обязанности главы города Александровска Вадима Резника.
7 августа 2014 года Министр обороны Украины Валерий Гелетей заявил о возможности создания в дальнейшем на базе добровольческого батальона «Айдар» регулярного подразделения ВС Украины, которые будут задействованы в проведении специальных операций в комплексе мероприятий АТО. Для этого подразделения будет предоставлено дополнительное вооружение, в том числе и военная техника, а также военные инструкторы. Личный состав пройдет переаттестацию, в результате которой будут отобраны те бойцы, которые соответствуют требованиям к военнослужащим.
17 августа 2014 военнослужащие батальона задержали главного архитектора Луганска Вячеслава Женеску, обвинив его в «сотрудничестве с террористами».
24 августа 2014 сепаратисты перешли в наступление на юге Донбасса, в ходе которого группировка украинских войск общей численностью до 7 тыс. военнослужащих оказалась отрезана от Иловайска по линии Агрономическое — Кутейниково — Войково — Осыково. В окружении оказались штаб 8-го армейского корпуса, 28-я, 30-я и 93-я механизированные бригады, 95-я отдельная аэромобильная бригада, батальоны «Айдар», «Донбасс», «Шахтерск», «Азов» и «Днепр». Позднее военнослужащий батальона сообщил в интервью, что в окружении в районе Георгиевки они находились до 26 августа 2014.
28 августа 2014 на странице батальона в сети Facebook появилось сообщение о том, что с 22 по 26 августа 2014 погибло 9 военнослужащих батальона.

### Сентябрь
1 сентября 2014 сепаратисты заняли аэропорт Луганска, который обороняли подразделения 1-й танковой бригады, 80-й отдельной аэромобильной бригады и батальон «Айдар».
3 сентября 2014 командир «Айдара» Сергей Мельничук заявил, что «айдаровцы» заминировали Луганскую тепловую электростанцию в Счастье и готовы её подорвать «в случае массового прорыва боевиков и российских военных подразделений».

### Засада на колонну
Координатор Самообороны Майдана Волыни Андрей Хведчак сообщил, что 5 сентября (в день начала очередного перемирия) часть роты батальона «Айдар» попала в засаду в том же месте, где 17 июня был практически уничтожен, и где взята в плен Надежда Савченко. Отряд российских неонацистов «Русич» и луганских сепаратистов ГБР «Бэтмен» заняли пустой украинский блокпост, вывесили украинский жёлто-синий флаг, устроили засаду на трассе и атаковали отступавший «Айдар». Часть второй роты «Айдара» (Волынь), попала в засаду российского спецназа". По его словам, те бойцы, которые оказались в засаде, погибли. Позже Русич атаковал и колонну 80-й бригады, которой удалось прорваться. 6 сентября Семён Семенченко сообщил, что погибли 11 военных в засаде, «устроенной российскими спецназовцами». В тот же день появилась информация, что в засаде погибли от 20 до 29 бойцов батальона. ББС сообщает о гибели более 40 украинских военнослужащих. Мильчаков и Петровский выложили свои фото на фоне тел погибших.
8 сентября, уже после объявления перемирия, украинской власти и сепаратистам удалось договориться об обмене пленными, следствием чего стало возвращение 40 тел погибших украинских военнослужащих, в том числе бойцов батальона «Айдар» и десантников 80-й отдельной аэромобильной бригады.
Как минимум один из раненых бойцов «Айдара» подвергся истязаниям. Спустя пять дней после атаки вооружённые люди выкрали одного из раненых из госпиталя, облили горючей жидкостью и подожгли. Британский пророссийский пропагандист снял "интервью" с полностью обгоревшим пленным. Позже пленный был зверски убит.
24 сентября 2014 в н. п. Счастье с ведома командования батальона «Айдар» военнослужащие батальона задержали 10 грузовиков с гуманитарным грузом для мирного населения, которые были направлены в Краснодон и Свердловск Луганской Области. В дальнейшем военнослужащие батальона использовали грузовики в качестве защитного заграждения на территории Луганской ТЭС.
25 сентября 2014 военнослужащие батальона задержали депутата Луганского облсовета А. Савенко по обвинению в связях с ЛНР (1 октября 2014 он был освобождён).
26 сентября 2014 более 50 % бойцов «Айдара» подписали петицию о выражении недоверия командиру батальона Сергею Мельничуку.

### Октябрь
14—15 октября 2014 в ходе боевых действий в районе трассы Луганск-Лисичанск (местное название трассы Бахмутка в СМИ путают с н. п. Бахмутовка, находящимся по другую сторону Северского Донца) в Луганской области батальон потерял 14 военнослужащих убитыми.
19 октября 2014 батальон участвовал в наступательной операции с целью деблокировать блокпост № 32 под селом Смелым Луганской области, но понёс потери.

### Ноябрь
21 ноября 2014 года издан приказ МО о увольнении Сергея Мельничука с должности командира батальона в связи с опускание в Верховную Раду Украины. Лишь 24 ноября исполняющим обязанности был назначен майор Сергей Федорченко, однако уже на следующий день новым и. о. был назначен подполковник Евгений Пташник.

### Январь-март 2015: конфликт группы Мельничука с украинскими властями
29 января 2015 бывший командир батальона Сергей Мельничук заявил, что де-юре 26 января батальон был расформирован. 30 января сторонники Мельничука перекрыли в Киеве движение на Воздухофлотском проспекте и попытались штурмом проникнуть в здание Министерства обороны Украины. Им удалось высадить входную дверь, однако на проходной пресекли незаконное проникновение. В тот же день Сергей Мельничук заявил, что ВСУ в зоне АТО начала применять против бойцов «Айдара» артиллерию. Во время попытки штурма Министерства Обороны, некоторыми служащими батальона имеющими отношение к ОПГ «Айдар 02», был похищен взводный Максим Козуб. Но вечером того же дня, он был отбит у похитителей группой сослуживцев, под командованием Золотухина Александра («Аргумент») выходца из Золотой Роты.
По сообщениям украинским СМИ, митинговавшие были не действующими, а бывшими бойцами «Айдара», замешанными в организованной преступности и связанными с партией Олега Ляшко, депутатом от которой является Мельничук.
2 февраля после переговоров Министерства Обороны Украины с переговорной группой сторонников Мельничука участники переговорной группы, вышедшие из здания министерства заявили, что Минобороны Украины приказ о расформировании батальона «Айдар» отменило.
2 марта представитель украинского генштаба сообщил о том, что на базе добровольческого батальона «Айдар» сформирован 24-й отдельный штурмовой батальон сухопутных войск Украины, который находится в подчинении войсковой части А-1314.

## Преступления и нарушения прав человека

### По свидетельствам военнослужащих «Айдара»
Военнослужащие батальона сообщили в интервью, что после окончания боя 13-14 июня 2014 в районе Счастья они из гуманных соображений добивали тяжело раненых сепаратистов, которым не могли оказать медицинскую помощь из-за отсутствия медикаментов.

### По данным ОБСЕ
21 августа 2014 наблюдатели Специальной наблюдательной миссии ОБСЕ в Украине сообщили, что получили новые свидетельства нарушений прав граждан со стороны батальона «Айдар», дислоцированного к северу от Луганска. На встрече, организованной начальником милиции Старобельска, наблюдатели получили свидетельство от мужчины, который был арестован представителями 24-го батальона в селе Половинкино и обвинен в сепаратизме. При этом ему угрожали убийством, если его жена не заплатит более 10 тысяч долларов США. После выплаты выкупа его отпустили в тот же день. Организация и ранее докладывала о незаконных действиях батальона.

### По данным ООН
Из 11-го отчёта управления верховного комиссара ООН (п. 122) следует, что по данным на 25 июня 2015 года в отношении преступлений батальона «Айдар» (включая похищения людей и жестокое обращение) открыто 110 уголовных дел.
В отчёте ООН «Сексуальное насилие, связанное с конфликтом в Украине» были задокументированы показательные случаи произвола и сексуального насилия со стороны бойцов батальона «Айдар». Одна из ситуаций имела место в марте 2016 года. На одном из подконтрольных «Айдару» блокпостов была остановлена автомашина с тремя женщинами, которую отказались пропустить под предлогом того, что супруг одной из женщин разыскивается СБУ. У неё был отобран паспорт и мобильный телефон, после этого командир сел к ней в машину и, положив руку ей на колено, предложил уладить дело. Получив отказ, он вызвал вооружённых бойцов в камуфляже без знаков различия, которые отвезли женщин в ближайшее отделение полиции. Полицейские так и не смогли внятно объяснить причину задержания, и через несколько часов женщины были отпущены. Помимо тематического отчёта ООН о сексуальном насилии, этот случай также попал в отчёт о ситуации с правами человека на Украине за август-ноябрь 2016 года.
В первом отчёте ООН описан также другой случай: 5 декабря 2015 года домашнее хозяйство одной из женщин подверглось нападению членов батальона «Айдар», находящихся под действием алкоголя или наркотиков. Некоторые из них были вооружены. 18 декабря 2015 года они опять напали на неё на улице, преследовали, избивали, используя при этом непристойную лексику с сексуальным контекстом. Полиция не приняла никаких мер по защите потерпевшей, опасаясь противостояния с виновниками.
В отчёте управления верховного комиссара ООН приведены свидетельства о том, что в 2015—2016 годах имели место случаи причастности бойцов батальона «Айдар» к захватам недвижимой собственности местного населения. Например, один из частных домов в Луганском был занят военнослужащими ВСУ, бойцами батальонов «Айдар» и «Днепр-1» с 7 января 2015 по март 2016 года, разграблен и частично разрушен.
В другом отчёте этого управления задокументирован случай причастности бойцов батальона «Айдар» к исчезновению украинского гражданина, который, по имеющейся информации, был убит (тело не найдено) в целях завладения его автомашиной. В связи с этим случаем в Киеве 25 июня 2015 года один из инструкторов «Айдара» был арестован по обвинению в незаконном обладании транспортным средством, похищении и незаконном удержании человека.
В 9-м отчёте управления верховного комиссара ООН (п. 72) отмечено, что, по данным на 4 февраля 2015 года, в отношении личного состава украинских батальонов «Айдар» и «Донбасс» возбуждено 26 уголовных дел, связанных с нарушеним прав человека, незаконным лишением свободы и заключением людей под стражу. Помимо этого, в п. 46 приведены сведения, что батальоны «Днепр-1», «Донбасс» и «Кривбасс» лишают представителей гуманитарных организаций доступа к заключённым.

### По данным Amnesty International
7 сентября 2014 международная неправительственная организация Amnesty International опубликовала доклад, в котором указано, что бойцы батальона причастны к похищениям людей, неправомерным арестам, жестокому обращению, кражам, шантажу, вымогательству крупных сумм денег и, возможно, казням задержанных.
Например: 25—27 августа 2014 года бойцами «Айдара» были похищены четверо проживающих в городе Новодружеске шахтеров, причём один из них был болен тяжелой формой рака лёгких и проходил курс химиотерапии. По свидетельству больного, «айдаровцы», угрожая личным оружием, ворвались к нему в дом, избили, сломали челюсть, связали, замотали глаза липкой лентой и доставили в некое подобие временно организованной тюрьмы, где уже содержалось «от 12 до 15 человек». Он явственно слышал крики тех, кого пытали в соседних комнатах. Пострадавший был отпущен лишь через несколько дней, при этом у него были изъяты ключи от квартиры, бумажник, наличность и все банковские карты.
Amnesty International отметила, что некоторые преступления могут быть расценены как военные, и командование этого подразделения может понести ответственность по украинским или международным законам. В ходе расследования, по итогам которого был сделан доклад, были опрошены как пострадавшие, так и свидетели, а также представители местных властей, армии и милиции и добровольцы из самого подразделения.
Тем не менее, командир батальона «Айдар» заявил правозащитникам:
Это не Европа. Здесь немного по-другому... Здесь война. Законы поменялись, порядки упростились... Если захочу, я могу Вас прямо сейчас арестовать, надеть мешок на голову и запереть в подвале на 30 суток по подозрению в содействии сепаратистам.
В целом, по данным Amnesty International, имеется большое количество свидетельств о нарушениях прав человека (использование пыток, внесудебное заключение под стражу и т. п.) со стороны личного состава батальона «Айдар».

### По данным мониторинговой миссии ООН HRMMU (Human Rights Monitoring Mission in Ukraine)
Отчёт организации Global Rights Compliance LLP, который был опубликован в ноябре 2016 года под эгидой посольства Великобритании в Киеве, зафиксировал обвинения бойцов добровольческого батальона «Айдар» в исчезновении людей, в произволe при задержаниях и в плохом обращении с задержанными. Материал, собранный составителями отчёта, опирался на данные, представленные миссией ООН в сентябре 2014 года. Аналогичные обвинения, собранные сотрудниками HRMMU, были задокументированы в адрес бойцов из батальонов «Днепр-1», «Киев-1» и «Киев-2».

### По данным украинских властей
В октябре 2014 года была опубликована справка о тридцати двух задокументированных правохранительными органами Украины преступлениях бойцов «Айдара», по которым были возбуждены уголовные дела (в период с мая по август). Однако расследования по ним так и не производилось.
17 ноября 2014 года на сайте губернатора Луганской области Геннадия Москаля появилось сообщение о том, что количество похищений людей увеличивается. Пострадавших задерживали неизвестные вооружённые люди в общественных местах. В 7 случаях похищенные удерживались в военной части В0624 (батальоном «Айдар»).
7 ноября в г. Старобельске в частном доме, самовольно занятом неизвестными лицами в камуфляже, произошёл взрыв гранаты. При осмотре помещения милиция, прибывшая на место, обнаружила в подвале тела похищенных 3 ноября в Северодонецке граждан М. Устинова, С. Бакулина и А. Плотникова со следами пыток. По подозрениям в похищении с последующим убийством были задержаны трое жителей Киевской и один — Черкасской области, вооружённые автоматами и гранатами. Командование батальона открестилось от них, но у одного из задержанных — Валерия Михайлюка — нашли справку о том, что он является военнослужащим в/ч В0624 и участником боевых действий.
Как сообщили правоохранители, 15 января 2015 в с. Половинкино три «айдаровца» употребляли алкогольные напитки в кафе гостиницы «Мир», а затем начали стрелять из автоматов. Около 21.00 правоохранители выехали на место происшествия и арестовали нарушителей. Но уже около 22.00 Старобельский райотдел окружили бойцы «Айдара», вооружённые автоматами, гранатами и гранатомётом, с требованием освобождения своих собратьев.
При таких обстоятельствах милиционеры были вынуждены освободить задержанных «айдаровцев».
1 марта 2015 года Геннадий Москаль сообщил о новом задержании милицией группы айдаровцев, промышлявших угоном автомобилей, разбойными нападениями, мародёрством, рэкетом и другими преступлениями.
31 марта Г. Москаль направил обращение министру обороны, начальнику Генштаба, главе МВД и генпрокурору Украины с новыми фактами преступлений «айдаровцев»: 16 марта трое бойцов батальона в состоянии алкогольного опьянения выбили дверь и проникли в квартиру жителя Лисичанска, избили его, нанеся многочисленные телесные повреждения, после чего вышли на улицу и открыли огонь из огнестрельного оружия. 29 марта двое милиционеров в посёлке Петровка Станично-Луганского района ехали на служебном автомобиле и были обстреляны из автомата из автомобиля Nissan с символикой батальона «Айдар». Были повреждены колеса и кузов автомобиля. 1 марта в Лисичанске 5 военных «Айдара», вооружённые автоматами, вступили в конфликт с бойцами батальона «Тернополь» и устроили в центре города перестрелку.
1 апреля 2015 года на официальном сайте губернатора Луганской области Геннадия Москаля появилось сообщение о захвате бойцами «Айдара» хлебозавода ООО «УкрВереск» в с. Петровка Станично-Луганского района и о поднятии ими цены на хлеб с одновременным блокированием подвоза хлеба из других районов. Несмотря на то, что Минобороны Украины отрицало причастность бойцов батальона «Айдар» к данному эпизоду, МВД Украины впоследствии установило следственным путём причастность «айдаровцев» к захвату хлебозавода, повлёкшего за собой дефицит хлеба, его резкое подорожание и социальное напряжение в Станично-Луганском и соседних районах.

## Дополнительная информация
8 августа 2014 года орденом Богдана Хмельницкого III степени был награждён начальник медицинской службы батальона «Айдар» старший лейтенант медицинской службы Горобец Руслан Николаевич, орденом «За мужество» III степени — младший сержант Колесник Андрей Михайлович (посмертно) и солдат Хамраев Рустам Шонийозович (посмертно).
Об общем количестве награждённых военнослужащих батальона информации не имеется.
20 июня 2023 года бывший заместитель командира добровольческого батальона «Айдар» Денис Мурыга был приговорен российским судом к 16 годам колонии строгого режима за участие в том, что Россия рассматривает незаконным вооружённым формированием. Мурыга был задержан весной 2022 года на российско-украинской границе.